# Pantelejmon (Povoroznjuk)
Pantelejmon (světským jménem: Vasyl Dmytrovyč Povoroznjuk; * 24. srpna 1973, Bubnivka) je ukrajinský duchovní Ukrajinské pravoslavné církve Moskevského patriarchátu, arcibiskup a metropolita luhanský a alčevský.

## Život
Narodil se 24. srpna 1973 ve vesnici Bubnivka Vinnycké oblasti.
Po střední škole se roku 1991 stal psalomščikem chrámu v rodné vesnici. Stejného roku byl povolán do povinné vojenské služby.
Od roku 1994 studoval na Kyjevském duchovním semináři a od roku 1998 na Kyjevské duchovní akademii.
Dne 17. června 2002 byl přijat mezi bratry Kyjevskopečerské lávry. Dne 11. července byl představeným lávry arcibiskupem vyšhorodským Pavlem (Lebiděm) postřižen na rjasofora se jménem Filip na počest svatého apoštola Filipa. Dne 12. července jej arcibiskup Pavlo rukopoložil na jerodiákona a 4. dubna 2003 postřihnul na monacha se jménem Pantelejmon na počest svatého Pantelejmona.
Dne 12. července 2003 byl metropolitou kyjevským a celé Ukrajiny Volodymyrem (Sabodanem) rukopoložen na jeromonacha.
Dne 23. listopadu 2004 byl povýšen na igumena.
Od března 2005 do června 2007 byl asistentem blagočinného lávry. Dne 11. června 2007 se stal blagočinným lávry.
Dne 28. srpna 2007 byl povýšen na archimandritu.
Dne 23. září 2008 jej Svatý synod Ukrajinské pravoslavné církve zvolil biskupem vasylkivským a vikářem kyjevské eparchie. O den později proběhla jeho biskupská chirotonie. Hlavním světitelem byl metropolita kyjevský a celé Ukrajiny Volodymyr (Sabodan).
Dne 9. července 2009 se stal předsedou Synodního oddělení UPC pro rodiny.
Dne 14. června 2011 byl jmenován představeným monastýru svatého Cyrila v Kyjevě.
Dne 20. prosince 2012 byl ustanoven biskupem severodoněckým a starobilským a 5. ledna 2013 biskupem roveňskovským a sverdlovským.
Dne 17. srpna 2015 byl povýšen na arcibiskupa a 25. června 2019 na metropolitu.
Od 19. června 2021 dočasně spravoval luhansku eparchii a 17. srpna byl jmenován jejím eparchiálním biskupem.